# Tanja Bührer
Tanja Bührer (* 1974) ist eine Schweizer Historikerin. Seit 2023 lehrt sie als Professorin für Globalgeschichte an der Paris Lodron Universität Salzburg.

## Leben
Bührer studierte von 1994 bis 2001 Geschichte, Philosophie und Deutsche Literaturwissenschaft an der Universität Bern. Im Anschluss war sie wissenschaftliche Assistentin von Stig Förster. Von 2004 bis 2005 war sie Gastdozentin am Seminar für Afrikawissenschaften der Humboldt-Universität zu Berlin. Danach, erneut bei Stig Förster, verbrachte sie 2007 einen Aufenthalt im Nationalarchiv in Daressalam (Tansania). 2008 wurde sie an der Philosophisch-historischen Fakultät der Universität Bern zum Dr. phil. promoviert und arbeitete danach als Oberassistentin für Neueste Geschichte und Zeitgeschichte. Sie erhielt mehrere Stipendien des Schweizerischen Nationalfonds. 2009 wurde sie mit dem Promotionspreis der Paul und Gertrud Hofer-Wild Stiftung und 2010 mit dem Werner-Hahlweg-Preis für Militärgeschichte und Wehrwissenschaften (1. Platz) ausgezeichnet. Ab 2010 war sie Visiting Fellow bzw. Scholar am Deutschen Historischen Institut London, an der School of Oriental and African Studies der University of London, am Oxford Centre for Global History der Oxford University und an der Jawaharlal Nehru University.   
Ihre Habilitation erfolgte im Jahr 2019 mit einer Arbeit zum Thema „Intercultural Diplomacy and Empire: French, British and Asians at the Court of Hyderabad, c. 1750-1850“ an der Universität Bern. Von 2015 bis 2016 vertrat Bührer den Lehrstuhl für Europäische und Neueste Geschichte (Ulrike von Hirschhausen) am Historischen Institut der Universität Rostock, von 2019 bis 2021 den Lehrstuhl für Militärgeschichte / Kulturgeschichte der Gewalt (Sönke Neitzel) an der Universität Potsdam und schließlich von 2021 bis 2023 den Lehrstuhl für Neuere und Neueste Geschichte (Roland Wenzlhuemer) an der Ludwig-Maximilians-Universität München. Darüber hinaus leitet sie seit April 2022 das Teilprojekt „Illegitime Gewalt im französischen und österreichischen Militär während den französischen Revolutionskriegen und Napoleonischen Kriegen (1789–1815)“ in der DFG-Forschungsgruppe „Militärische Gewaltkulturen — Illegitime militärische Gewalt von der Frühen Neuzeit bis zum Zweiten Weltkrieg“. Im Jahr 2023 hat sie einen Ruf an die Universität Salzburg auf eine Universitätsprofessur für Globalgeschichte angenommen. 
Ihre Forschungsschwerpunkte sind Kolonial- und Globalgeschichte vom 18. bis 20. Jahrhundert mit regionalen Schwerpunkten in Ostafrika und Südasien, transnationale Geschichte Großbritanniens, Deutschlands und Frankreichs, interkulturelle Diplomatiegeschichte, Migrationsgeschichte, Geschichte der Gewalt und Militärgeschichte.

## Rezeption
Ihre im R. Oldenbourg Verlag erschienene Dissertation Die Kaiserliche Schutztruppe für Deutsch-Ostafrika. Koloniale Sicherheitspolitik und transkulturelle Kriegführung 1885 bis 1918 wurde breit diskutiert, u. a. in der Historischen Zeitschrift, in der FAZ und in der Militärgeschichtlichen Zeitschrift.
So konstatierte Jakob Zollmann vom Wissenschaftszentrum Berlin für Sozialforschung: „Dieses Buch ist keine Spezialstudie über die Schutztruppe, sondern eine breit angelegte Untersuchung des Kolonialismus in DOA und darüber hinaus. Die künftige Forschung zur Kolonialgeschichte Tansanias wird an dieser Arbeit nicht vorbeikommen.“ Die Freiburger Historikerin Susanne Kuß meinte, dass diese „engagierte Studie [...] die Tür zu Forschungen hinsichtlich der Entschlüsselung von Gewaltdynamiken in den Kolonialkriegen weiter“ aufstoße. Zudem sei es ein „Plädoyer gegen die These einer Kontinuität gewalttätigen Handelns des deutschen Militärs von den Kolonialkriegen bis zum Zweiten Weltkrieg“.

## Schriften (Auswahl)
- Die Kaiserliche Schutztruppe für Deutsch-Ostafrika. Koloniale Sicherheitspolitik und transkulturelle Kriegführung 1885 bis 1918. (= Beiträge zur Militärgeschichte, Band 70). Oldenbourg, München 2011, ISBN 978-3-486-70442-6.
- Hrsg. mit Christian Stachelbeck, Dierk Walter: Imperialkriege von 1500 bis heute. Strukturen – Akteure – Lernprozesse. Im Auftrag des Militärgeschichtlichen Forschungsamtes. Schöningh, Paderborn u. a. 2011, ISBN 978-3-506-77337-1.
- Hrsg. mit Markus Pöhlmann, Daniel Marc Segesser: Globale Akteure an den Randzonen von Souveränität und Legitimität. Leipziger Universitätsverlag, Leipzig 2013, ISBN 978-3-86583-779-0.
- Einleitung zu: Hermann von Wissmann: Im Innern Afrikas. Die Erforschung des Flusses Kasai. Edition Erdmann, Wiesbaden 2014, ISBN 978-3-86539-860-4.
- Hrsg. mit  Flavio Eichmann, Stig Förster, Benedikt Stuchtey: Cooperation and Empire: Local Realities of Global Processes. Berghahn Books, New York 2017, ISBN 978-1-78533-609-6.